# Allones
Allones, San Félix de Anllóns o San Felipe de Allones (llamada oficialmente San Fins de Anllóns) es una parroquia española del municipio de Puenteceso, en la provincia de La Coruña, Galicia.

## Etimología
Para la etimología de "Anllóns", ha sido postulada una base etimológica *angulones, aumentativo del latín angulus 'ángulo', que haría referencia a los meandros del río Anllóns.

## Situación
Anllóns está situado en la zona sureste del municipio de Puenteceso, provincia de La Coruña (España), encontrándose a dos kilómetros de la capital municipal.
La distancia al centro urbano coruñés es de cincuenta y ocho kilómetros, la distancia a Santiago de Compostela es de sesenta y siete kilómetros.
Por dicha población pasa el Río Allones, uno de los más importantes de la provincia de La Coruña.

## Entidades de población
Entidades de población que forman parte de la parroquia:
- A Bardanca
- A Picota
- Allones de Arriba (Anllóns de Arriba)
- Allones Grande (Anllóns Grande)
- Anllóns de Tras dos Agros
- Garga (A Garga)
- O Campo
- O Porto do Río
- Saímia (A Saímia)

## Demografía
| Gráfica de evolución demográfica de Allones entre 2000 y 2019 |
|                                                               |
| Datos según el nomenclátor publicado por el INE.              |

## Economía
Anllóns mantiene una fuerte actividad agrícola y ganadera, principalmente para autoconsumo pero existiendo asimismo empresas dedicadas a la agricultura que explotan el fértil valle en el que esta población está enclavada, la organización agrícola generada a finales de los años ochenta, en la que se realizó una concentración parcelaria, reagrupando las parcelas y consiguiendo acabar con el minifundismo es responsable de que a día de hoy sus habitantes dispongan de un espacio agrícola de primer nivel. 
La mayor parte de la población activa trabaja principalmente en el sector industrial o en la construcción.

## Cultura y ocio
Anllóns dispone de una asociación de vecinos en la que se realizan todo tipo de actividades lúdicas así como culturales para sus miembros. Posee un campo de fútbol sala abierto.
Importante es la Iglesia de San Félix de Allones, iglesia originalmente románica y de planta rectangular, de esta Iglesia y su importancia en la zona da cuenta el bardo bergantiñán Eduardo Pondal en su obra Campana d´Anllóns.
La festividad local se celebra los días dieciséis y diecisiete de agosto, en los cuales se disputan pruebas deportivas, eventos musicales y actividades gastronómicas.

## Otros
En las proximidades de Allones se encuentran parajes naturales de gran belleza, como son los "Muiños da Saímia", antiguos molinos hidráulicos aún en uso y en los que la existencia de unas bellas cataratas así como la riqueza en fauna de la zona los convierten en un espacio natural de gran relevancia.